# Club Atlético Gimnasia y Esgrima (Jujuy)
O Club Atlético Gimnasia y Esgrima, também conhecido como Gimnasia y Esgrima de Jujuy ou simplesmente como Gimnasia de Jujuy, é um clube esportivo argentino localizado na cidade de San Salvador de Jujuy, capital do departamento Doctor Manuel Belgrano e da província de Jujuy. O clube foi fundado em 18 de março de 1931 e ostenta as cores celeste e branco.
Sua principal atividade esportiva é o futebol. O clube disputa atualmente o Primera Nacional, segunda divisão do Campeonato Argentino de Futebol para clubes direta e indiretamente afiliados à Associação do Futebol Argentino (AFA).[carece de fontes?]
O clube manda seus jogos no estádio 23 de Agosto, do qual é proprietário, e cuja inauguração ocorreu em 1973. A praça esportiva, também localizada em San Salvador de Jujuy, conta com capacidade para aproximadamente 24 000 espectadores.

## História

### Fundação
O clube foi fundado em 18 de março de 1931 por um grupo dirigentes que fizeram parte do Club Deportivo 23 de Agosto, este constituído em 15 de janeiro de 1928 e que estava passando por problemas. Na reunião organizada para tratar da situação do 23 de Agosto, os dirigentes da instituição resolveram dar luz ao Club Atlético Gimnasia y Esgrima, um novo clube, que herdaria os bens e demais coisas do clube anterior, além das dívidas.

### Nome
O nome de Gimnasia y Esgrima foi copiado do Gimnasia y Esgrima de Buenos Aires (GEBA) ou do Club Gimnasia y Esgrima de La Plata (GELP).

### Cores
No dia da ruenião que deu vida ao clube, ficou decidido que as cores a serem usadas nos uniformes seriam as da bandeira da Argentina: celeste e branco.
| GEBA | Fundado em 11 de novembro de 1880, foi filiado à atual AFA entre 1905 e 1919.                                                        |
| GELP | Fundado em 3 de junho de 1887. Ingressou e se retirou em 1905. Filiou-se novamente em 1915. Desde então compete nos torneios da AFA. |

### Apelido
O clube é carinhosamente apelidado de El Lobo. O apelido foi herdado do Gimnasia y Esgrima platense, que é popularmente chamado de "lobo", porque tem seu estádio na floresta da cidade de La Plata. Para diferenciá-lo dos demais clubes denominados "Gimnasia y Esgrima", o clube de San Salvador de Jujuy é conhecido como o "lobo jujeño".

## Estádios
| Nome oficial   | 23 de Agosto                                                           |
| Origem do nome | Dia do Êxodo Jujeño                                                    |
| Apelido        | La Tacita de Plata (em tradução livre: "A Xícara de Prata")            |
| Ruas           | Avenidas El Éxodo e General Savio e as ruas Humahuaca e Santa Bárbara. |
| Localidade     | San Salvador de Jujuy                                                  |
| Departamento   | Doctor Manuel Belgrano                                                 |
| Província      | Jujuy                                                                  |
| Inauguração    | 1973                                                                   |
| Capacidade     | 24 000                                                                 |

| 1931 – 1973     | 1931 – 1973                                                                      |
| --------------- | -------------------------------------------------------------------------------- |
| Ruas (calles)   | Carrizo e Martín Fierro entre as Avenidas Córdoba e Coronel Mariano Santibáiiez. |
| Bairro (barrio) | San Salvador de Jujuy                                                            |
| Localidade      | San Salvador de Jujuy                                                            |
| Departamento    | Doctor Manuel Belgrano                                                           |
| Província       | Jujuy                                                                            |

## Cronologia no Futebol Argentino
| Tipo de Afiliação      | Indireta                                                        |
| Liga de Origem         | Liga Jujeña de Fútbol                                           |
| Torneios Não Regulares |                                                                 |
| Ano                    | 1945                                                            |
| Competição             | Copa General de División Pedro Pablo Ramírez – Primeira Divisão |
| Organizador            | Associação do Futebol Argentino                                 |
| Torneios Regulares     |                                                                 |
| Temporada              | 1986–87                                                         |
| Competição             | Primera Nacional B – Segunda Divisão                            |
| Organizador            | Associação do Futebol Argentino                                 |

| Divisão                     | Competição                                   | Período                                                      | Associação |
| --------------------------- | -------------------------------------------- | ------------------------------------------------------------ | ---------- |
| Primeira Divisão            | Copa General de División Pedro Pablo Ramírez | 1945                                                         | AFA        |
| Primeira Divisão            | Campeonato Nacional                          | 1970, 1973, 1975, 1976, 1977, 1980, 1981, 1982               | AFA        |
| Primeira Divisão            | Primera División                             | 1994–95 a 1999–2000, 2005–06 a 2008–09                       | AFA        |
| Segunda Divisão (Interior)  | Torneo Regional                              | 1967, 1968, 1970, 1971, 1973, 1973, 1984, 1985–86            | CFFA       |
| Segunda Divisão             | Primera Nacional B                           | 1986–87 a 1987–88, 1993–94, 2000–01 a 2004–05, desde 2009–10 | AFA        |
| Terceira Divisão (Interior) | Torneo del Interior                          | 1988–89, 1989–90, 1990–91, 1991–92, 1992–93                  | CFFA       |
| Terceira Divisão            | Torneo Zonal Noroeste                        | 1990, 1991, 1992, 1993                                       | AFA        |

## Títulos
| Divisão         | Competição         | Total | Ano(s) / Temporada(s) |
| --------------- | ------------------ | ----- | --------------------- |
| Segunda Divisão | Primera B Nacional | 2     | 1993–94               |

| Competição            | Total | Ano(s) / Temporada(s) |
| --------------------- | ----- | --- |
| Liga Jujeña de Fútbol | 24    | 1945, 1946, 1947, 1948, 1952, 1962, 1963, 1965, 1967, 1969, 1975, 1976, 1977, 1979, 1980, 1981, 1986, 1997 [Apertura], 2004, 2008, 2009, 2010, 2012, 2016 |